# Dakdrop
Dakdrop (Frans: égout des toits, Duits: Dachtraufe) is een wettelijke erfdienstbaarheid uit het Belgische goederenrecht, die wordt geregeld in artikel 3.131 van het Burgerlijk Wetboek.

## Omschrijving
Regenwater is een res nullius. Iedere grondeigenaar heeft dus het recht de regen op te vangen die op zijn erf valt. Doet een grondeigenaar dat niet, dan bepaalt artikel 3.131 van het Belgische Burgerlijk Wetboek (BW) dat iedere grondeigenaar de verplichting heeft om zijn daken zodanig aan te leggen dat het regenwater hetzij op zijn eigen grond, hetzij op de openbare weg afloopt. Bedoeling van de wetgever is dat het regenwater niet terechtkomt op het erf van zijn nabuur.
Dakdrop is een wettelijke erfdienstbaarheid, waarbij het erf van de eigenaar van het dak het lijdend erf is en het erf van de nabuur het heersend erf is. Dakdrop is niet te verwarren met de wettelijke erfdienstbaarheid van de waterafvloeiing tussen naburige percelen, die wordt geregeld in art. 3.129 BW.
Voor de inwerkingtreding van boek 3 van het Burgerlijk Wetboek op 1 september 2021 werd de dakdrop geregeld in artikel 681 van het Oud Burgerlijk Wetboek.